# Silnice II/641
Silnice II/641 je silnice II. třídy v Česku o délce 3 km, tvořící v podobě ulice Černovické kapacitní silniční spojení v Brně mezi Židenicemi, Černovicemi a Komárovem. V celé délce jde o čtyřpruhovou, směrově rozdělenou komunikaci s úrovňovými i mimoúrovňovými křižovatkami.
Původně byla trasa nynější silnice II/641 součástí silnice II/374, k vyčlenění tohoto městského úseku a jeho označení novým číslem došlo 1. července 2023. Ve zdůvodnění přečíslování bylo krajským úřadem zmíněno, že tento úsek de facto supluje funkci velkého městského okruhu v Brně a funkce silnice II. třídy mu zůstala, i když odpovídá silnici I. třídy.

## Vedení silnice

### Jihomoravský kraj

#### okres Brno-město
- Brno-Židenice, vyústění z I/42
- Brno-Černovice, křížení s II/430
- Brno-Komárov, zaústění na I/41